# Ralph LaLama
Ralph LaLama, (Aliquippa, Pennsylvania, 1951. január 30. − ) amerikai tenorszaxofonos, klarinétos.

## Pályafutása
Ralph LaLama egy dobos és egy énekesnő fia. Tanulmányait az ohioi Youngstown-i Állami Egyetem Dana School of Musicon végezte. Thad Jones zenekarában kezdte zenei karrierjét New Yorkban. Ezután Woody Herman, Buddy Rich, Carla Bley és a Thad Jones/Mel Lewis Orchestra big bandben dolgozott, amely Vanguard Jazz Orchestra néven létezik, és LaLama annak szólistája. Emellett játszott többek között Barry Harrisszal, Harold Danko-val, Mel Torméval, Carmen McRae-vel, Tom Harrelllel és Joe Morello-val. Közreműködött Gary Smulyan, Danny D'Imperio, a Mel Lewis Jazz Orchestra, a Vanguard Jazz Orchestra lemezein. A Carnegie Hall Jazz Band Jon Faddis vezényelte koncerten is szerepelt. 2000-ben és 2003-ban közreműködött Joe Lovano két produkciójában a Blue Note Records számára.
Zenészi munkája mellett Lalama a New York-i Egyetem és a SUNY Purchase professzoraként dolgozik. Műhelyeket is vezet a Manhattan School of Musicon.

## Albumok
- 1991: Feelin' and Dealin' ( + Tom Harrell, Barry Harris)
- 1991: Momentum ( + Kenny Barron)
- 1995: You Know What I Mean ( + George Cables, Dennis Irwin)
- 1997: Circle Line
- 1999: Music for Grown-Ups ( + Richard Wyands)
- 2000: Shake It!